# Šarbanovac (Sokobanja)
Šarbanovac (serbisches-kyrillisch: Шарбановац) ist ein Dorf in Serbien.                                                 

## Geographie
Das Dorf befindet sich in der geographischen Region Banja, in der Opština Sokobanja, im Okrug Zaječar, im Osten von Serbien. 
Šarbanovac liegt am nördlichen Rand des Banja-Beckens und am östlichen Ende einer Reihe von Dörfern, die unterhalb des Kalksteinabschnitts des mächtigen Gebirges Rtanj liegen. Der Ort liegt am Südhang des Gebirges Rtanj, unterhalb des Bergmassivs der Gola Planina. Das Dorf liegt in unberührter Natur und ein Teil seines Dorfterritoriums gehört zum besonderen Naturschutzgebiet Rtanj.
Der Hauptteil des Dorfes liegt am Fluss Šarbanovačka Reka, an der Stelle, wo dieser aus dem Kalkstein austritt. Liegen die Häuser weiter vom Flusstal entfernt, steigen sie auf die 600 Meter hohe Lageterrasse und ihren Trennabschnitt an. Auf der Ostseite des Dorfes erhebt sich der steile Kalksteinabschnitt der Rađeva Strana.
Die Dorfbewohner nutzen Trinkwasser aus Brunnen, von denen sich der größte im Dorfteil Obradova Mala befindet. Das Dorf liegt auf einer durchschnittlichen Höhenlage von 500 bis etwa 640 m über dem Meeresspiegel. 
Das Dorf ist besonders von der Košava beeinträchtigt, da der Wind „den Boden umgräbt“. Die anderen Winde sind schwächer ausgeprägt. Der Nordwind weht höchstens drei Tage lang.
Etwa 6 km nördlich vom Dorf entfernt, beim Berg Javor, befindet sich eine einzigartige Höhlengrube namens Velika Porica. Dies ist keine typische Grube, da sie durch eine sehr breite Öffnung mit einem Durchmesser von etwa 20 m gekennzeichnet ist. Der Schacht verläuft in Form von Kaskaden etwa 10 Meter senkrecht in die Tiefe und verzweigt sich ganz unten in mehrere Höhlengänge. 
Von der Höhle führt ein markierter Wanderweg zu den kleinen Rtanj-Gipfeln Baba (1008 m) und Mućea (974 m). Auf dem Gipfel der Baba befindet sich ein Aussichtspunkt. Neben markierten Wanderwegen gibt es auch 50 km Radwege.
Šarbanovac ist 7 km nördlich der Gemeindehauptstadt gelegen. Das Dorf ist durch eine südlich verlaufende Landstraße, die die Hügellandschaft Petrovac durchquert, mit Sokobanja verbunden. Zum westlichen Nachbardorf Mužinac und den anderen Dörfern auf der Westseite, führt eine weitere Landstraße unterhalb des Kalksteinabschnitts. Zum Gebirge Rtanj führt eine dritte Landstraße durch das Tal des Flusses Šarbanovačka Reka und über die Berge Lisac und Ledenica. 

## Dorftypus
Šarbanovac gehört zum Typ der kompakten Dörfer. Die größte Häuserdichte herrscht im Flusstal der Šarbanovačka Reka und entlang der oben genannten Straßen. Zu den Häusern gehören meist Obstgärten. Je weiter man sich vom Ortskern entfernt, desto verstreuter werden die Häuser, vor allem jene, die die Hänge hinaufklettern.
Das Dorf ist in mehrere kleine Dorfteile aufgeteilt. Auf der linken Seite der Šarbanovačka Reka liegen diese Ortsteile: Kalavat, Mađarovac und Gornja Mala. Auf der rechten Seite sind: direkt neben dem Fluss die Obradova Mala; unter dem Trennabschnitt die Cincarska Mala und unter ihr ist die Palilula. Mehrere Häuser der Familie Obradovac wurden in die Nähe von Mužinac verlegt und bilden den Weiler Mali Potok. 
Die Dorfbewohner betreiben Landwirtschaft und Viehzucht. Die Felder und Äcker befinden sich unterhalb des Dorfes bei den Flurnamen: Reka, Obrašina, Srbin Del, Raljevica und Selište. Oberhalb des Trennabschnitts befinden sich hauptsächlich Weiden, aber es gibt auch hier kleinere Felder in den Lokalitäten: Klisura, Zabrđe, Budimirovac und Plandište.
Auf der Ostseite des Hügelgebiets Petrovac, befinden sich die Winterweiden. Die Sommerweiden und Wiesen liegen im Rtanj Gebirge. Den gesamten Sommer verbringt das Vieh dort und zieht im Herbst in die Winterpferche unterhalb des Dorfes.

## Bevölkerung
Das Dorf hatte 2022 eine Einwohnerzahl von 294, während es 2011 noch 405 waren, nach den letzten drei Bevölkerungsstatistiken fällt die Einwohnerzahl weiter. Die Bevölkerung stellen Serben.

### Demographie
| 1948 | 1.130 |
| 1953 | 1.158 |
| 1961 | 1.123 |
| 1971 | 994   |
| 1981 | 861   |
| 1991 | 708   |
| 2002 | 514   |
| 2011 | 405   |
| 2022 | 294   |

## Geschichte
Auf der Lokalität Budimirovac fanden die Dorfbewohner beim Pflügen, Stücke von Keramikfliesen und Gefäßen und sogar menschliche Knochen. Dort befand sich ein altes Dorf, es ist jedoch nicht bekannt, wer die Gründer dieser Siedlung waren. Die Einheimischen nennen diesen Ort Grobljište. Auch auf den Standort Plandište ist alter Friedhof erhalten geblieben.
Aufgrund der Unterdrückung durch die Türken, befand sich das Dorf zunächst oberhalb seines heutigen Standortes, am Ort Staro Selo. Von dort aus wurde das Dorf, für die bessere Versorgung mit Wasser, tiefer auf die Lokalität Selište verlegt. Auch von dort musste der Ort, aufgrund der erneuten türkischen Unterdrückung wieder nach oben verlegt werden und wurde an seinem heutigen Standort neu gegründet. Im Selište befand sich eine sprudelnde Quelle, daher verschlossen die Dorfbewohner diese, damit die Türken dort keinen Badeort oder einen Hamam erbauen konnten. 
Über den Namen des Dorfes gibt es keine Legenden. Der bekannte Historiker Marinko Stanojević gab an, dass sich der Name Šarbanovac, vom Namen Šarban herleitet und der ein rein walachischer Name ist. Auch erwähnte der Historiker, dass dieses Dorf von Bewohnern des Dorfes Šarbanovac im ehemaligen Srez Zaglavski (Opština Knjaževac) gegründet worden sei. Bei den Dorfbewohnern gibt es darüber keine Anhaltspunkte. 
Šarbanovac ist für die Herstellung von hochwertigem Kuhkäse und hausgemachtem Schnaps bekannt. Im Dorfzentrum steht der für touristische Zwecke genutzte ländliche Bauernhof Najdanović. Im Süden des Dorfes befindet sich der serbisch-orthodoxe Dorffriedhof. 

## Belege
- Artikel über das Dorf auf der Seite www.poreklo.rs, (serbisch)
- Artikel über das Dorf auf der Seite sokobanja.rs, (serbisch)
- Artikel über das Dorf auf der Seite www.soko-banja.org, (serbisch)
- Књига 9, Становништво, упоредни преглед броја становника 1948, 1953, 1961, 1971, 1981, 1991, 2002, подаци по насељима, Републички завод за статистику, Београд, мај 2004, ISBN 86-84433-14-9
- Књига 1, Становништво, национална или етничка припадност, подаци по насељима, Републички завод за статистику, Београд, фебруар 2003, ISBN 86-84433-00-9
- Књига 2, Становништво, пол и старост, подаци по насељима, Републички завод за статистику, Београд, фебруар 2003, ISBN 86-84433-01-7